# 利策爾巴赫河
48°57′40.2″N 12°21′25.4″E / 48.961167°N 12.357056°E

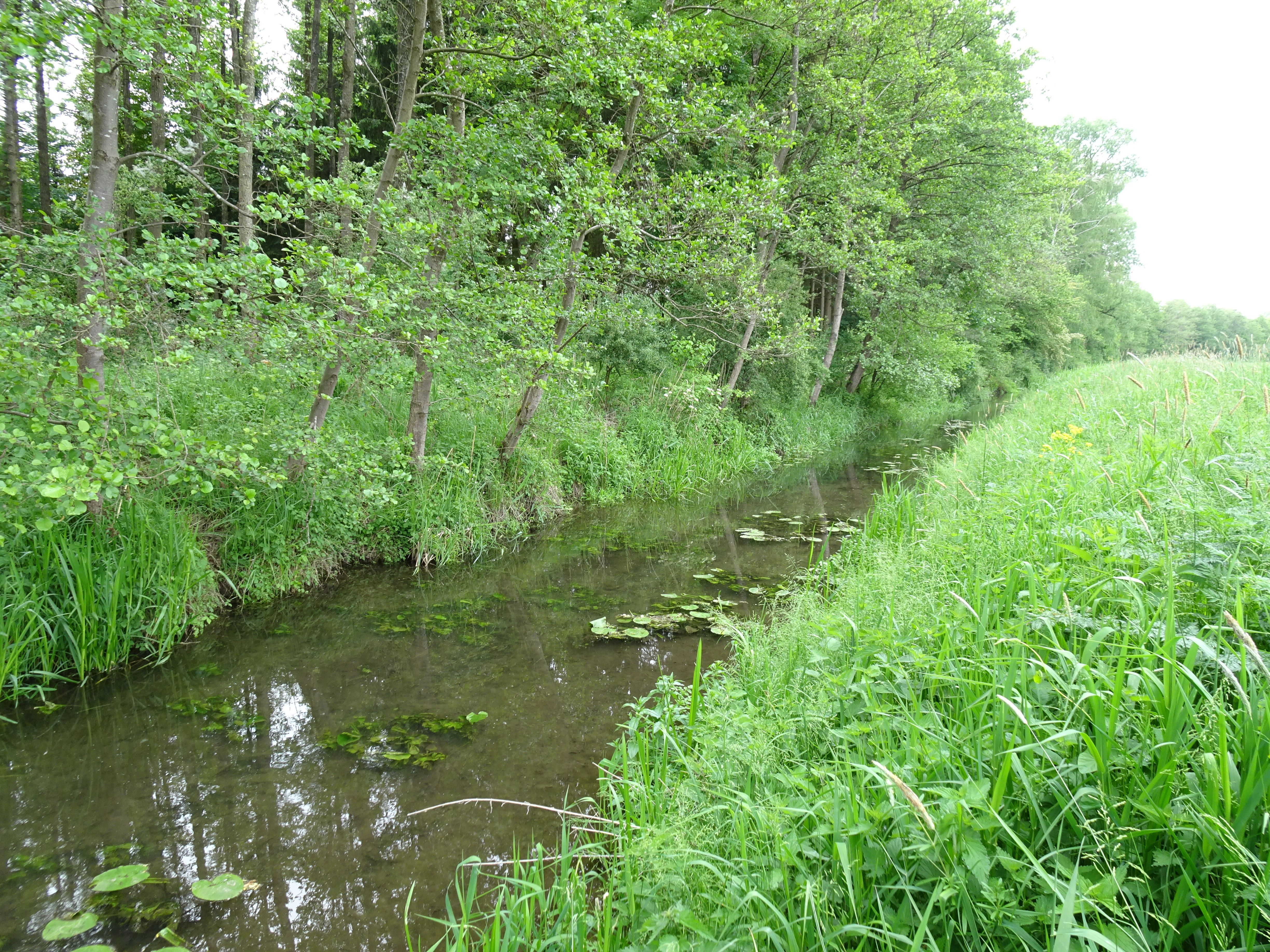

利策爾巴赫河（德語：Litzelbach），是德國的河流，位於該國東南部，由巴伐利亞負責管轄，屬於普法特河的支流，河道全長21.8公里，流經雷根斯堡縣。